# Sarıbudak, Artvin
Sarıbudak là một xã thuộc thành phố Artvin, tỉnh Artvin, Thổ Nhĩ Kỳ. Dân số thời điểm năm 2010 là 148 người.